# Lucioblivio kozaensis
Lucioblivio kozaensis is een vlokreeftensoort uit de familie van de Luciobliviidae. De wetenschappelijke naam van de soort is voor het eerst geldig gepubliceerd in 2007 door Tomikawa.